# Europäischer Filmpreis 2023

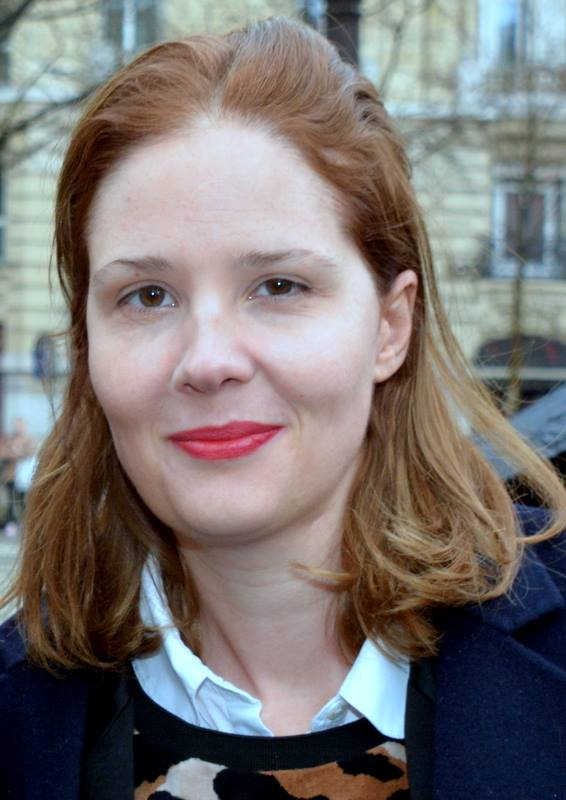
Justine Triet, Regisseurin von Anatomie eines Falls

Die 36. Verleihung des Europäischen Filmpreises fand am 9. Dezember 2023 in Berlin statt. Die Auszeichnung wurde von der 4600 Mitglieder zählenden Europäischen Filmakademie (EFA) vergeben. Veranstaltungsort der Preisverleihung war die Arena Berlin, während Britta Steffenhagen als Moderatorin auftrat. Regie führte Robert Lehniger. Erfolgreichster Film wurde Anatomie eines Falls von Justine Triet, der in allen vier nominierten Hauptkategorien (Bester Film, Beste Regie, Beste Darstellerin – Sandra Hüller, Bestes Drehbuch) siegreich war.
| Film                 | N | A |
| -------------------- | - | - |
| Fallende Blätter     | 5 | 0 |
| The Zone of Interest | 5 | 0 |
| Anatomie eines Falls | 4 | 4 |
| Green Border         | 3 | 0 |
| How to Have Sex      | 2 | 1 |
| Ich Capitano         | 2 | 0 |
| Das Lehrerzimmer     | 2 | 0 |

## Hintergrund

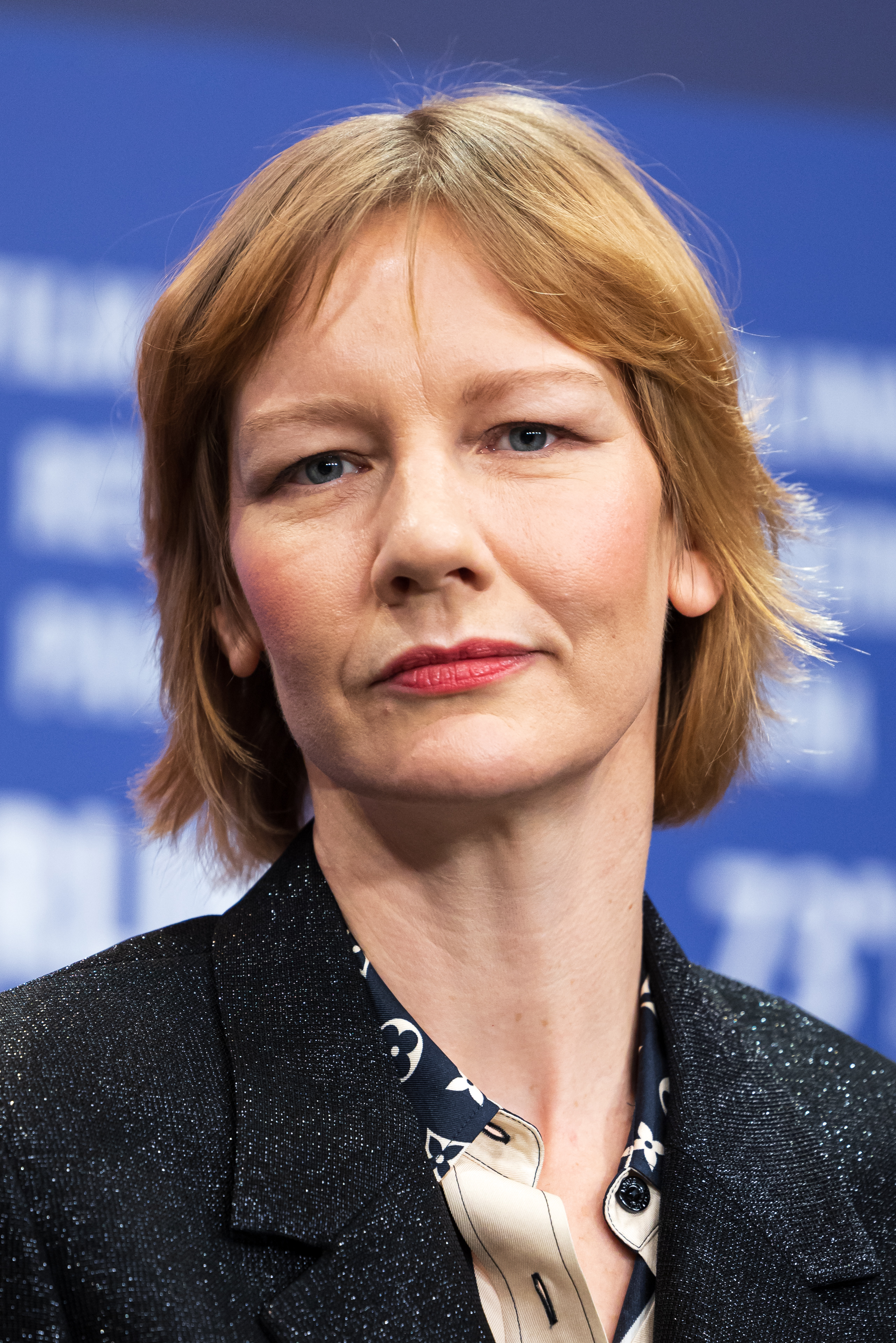
Beste Darstellerin: Sandra Hüller (Anatomie eines Falls)

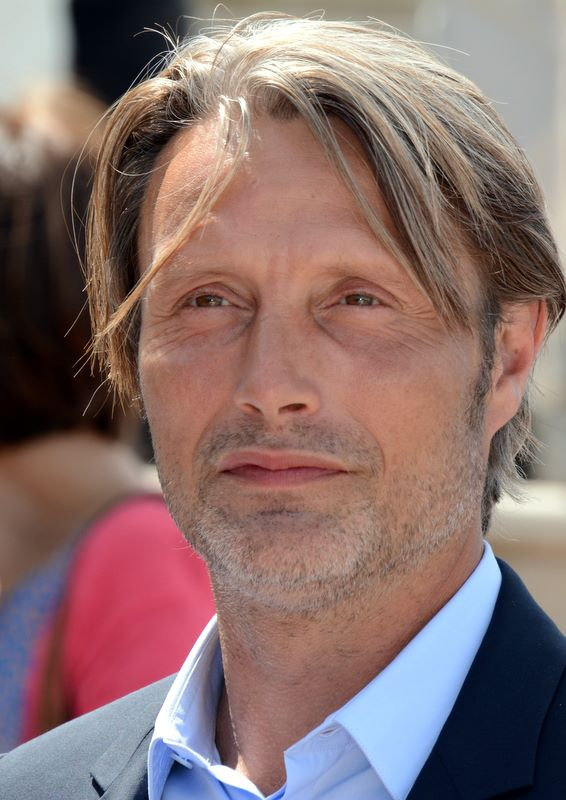
Bester Darsteller: Mads Mikkelsen (Bastarden)

Beiträge für den Europäischen Filmpreis konnten bis zum 31. Mai 2023 eingereicht werden. Die Nominierungen wurden am 7. November 2023 verkündet. Als Favoriten mit je fünf Nominierungen in die Preisverleihung gingen die beim diesjährigen Filmfestival von Cannes preisgekrönten Filme Fallende Blätter von Aki Kaurismäki und The Zone of Interest von Jonathan Glazer. Beide Produktionen hatten Chancen in den Kategorien Film, Regie und Drehbuch ausgezeichnet zu werden. Ebenfalls nominiert wurde das jeweilige Hauptdarsteller-Duo aus den Werken – die finnischen Schauspieler Alma Pöysti und Jussi Vatanen sowie die Deutschen Christian Friedel und Sandra Hüller. Hüller gelang es, eine weitere Nominierung und schließlich auch Sieg für den in Cannes mit der Goldenen Palme ausgezeichneten französischen Beitrag Anatomie eines Falls zu erhalten – ein Novum in der Geschichte des Europäischen Filmpreises. Der Thriller von Justine Triet avancierte zum erfolgreichsten Film des Abends, erhielt drei weitere Preise in den Kategorien Film, Regie und Drehbuch sowie den Jurypreis für den besten Schnitt und den European University Film Award. Ebenfalls in der Kategorie Bester europäischer Film berücksichtigt wurden die Flüchtlingsdramen Green Border von Agnieszka Holland (3 Nominierungen) und Ich Capitano von Matteo Garrone (2), die ebenfalls unprämiert blieben. Als bestes Erstlingswerk wurde der britische Spielfilm How to Have Sex von Molly Manning Walker geehrt.
Weiterhin Chancen auf den Europäischen Filmpreis in den Darsteller-Kategorien hatten unter anderem Leonie Benesch für den deutschen Oscar-Beitrag Das Lehrerzimmer und der Österreicher Thomas Schubert für Roter Himmel. Diese hatten gegenüber Mads Mikkelsen (Bastarden) das Nachsehen. Ebenfalls nominiert für Das Lehrerzimmer wurden die Drehbuchautoren İlker Çatak und Johannes Duncker.
Bereits vor der Verleihung wurden der britischen Schauspielerin Vanessa Redgrave, dem ungarischen Filmregisseur Béla Tarr und der spanischen Filmemacherin Isabel Coixet Ehren- beziehungsweise Sonderpreise zuerkannt. Bei den ebenfalls vorab vergebenen Excellence Awards in technischen Kategorien dominierten die Historiendramen Bastarden und Die Schneegesellschaft mit jeweils zwei gewonnenen Preisen. Der seit 2022 vergebene European Sustainability Award – Prix Film4Climate wurde im Vorfeld der türkischen Unternehmerin Güler Sabancı für ihr philanthropisches Engagement zugesprochen.

## Hauptkategorien – Preisträger und Nominierte
Die Nominierungen in den Hauptkategorien wie Film, Regie, Darsteller und Drehbuch wurden am 7. November 2023 bekanntgegeben. Nominierte für Spiel- und Kurzfilme wurden Mitte Oktober präsentiert.

### Bester europäischer Film
Anatomie eines Falls (Anatomie d’une chute) – Regie: Justine Triet, Produktion: Marie-Ange Luciani und David Thion (Frankreich)
- nominiert:
  - Fallende Blätter (Kuolleet lehdet) – Regie: Aki Kaurismäki, Produktion: Aki Kaurismäki, Misha Jaari, Mark Lwoff und Reinhard Brundig (Finnland, Deutschland)
  - Green Border (Zielona granica) – Regie: Agnieszka Holland, Produktion: Marcin Wierzchosławski, Fred Bernstein und Agnieszka Holland (Polen, Frankreich, Tschechien, Belgien)
  - Ich Capitano (Io capitano) – Regie: Matteo Garrone, Produktion: Matteo Garrone, Paolo Del Brocco, Ardavan Safaee und Joseph Rouschop (Italien, Belgien)
  - The Zone of Interest – Regie: Jonathan Glazer, Produktion: James Wilson und Ewa Puszczyńska (Vereinigtes Königreich, Polen, USA)

### Bester Erstlingsfilm („European Discovery – Prix FIPRESCI“)
How to Have Sex – Regie: Molly Manning Walker
- nominiert:
  - 20.000 Arten von Bienen (20.000 especies de abejas) – Regie: Estibaliz Urresola Solaguren
  - La Palisiada – Regie: Filip Sotnytschenko
  - Sigurno mjesto (Safe Place) – Regie: Juraj Lerotić
  - Stille Liv (The Quiet Migration) – Regie: Malene Choi
  - Vincent doit mourir (Vincent Must Die) – Regie: Stéphan Castang

### Bester Dokumentarfilm
Smoke Sauna Sisterhood (Savvusanna sõsarad) – Regie: Anna Hints
- nominiert:
  - Apolonia, Apolonia – Regie: Lea Glob
  - Auf der Adamant (Sur l’Adamant) – Regie: Nicolas Philibert
  - Motherland – Regie: Hanna Badziaka und Alexander Mihalkovich
  - Olfas Töchter (Les filles d’Olfa) – Regie: Kaouther Ben Hania

### Bester Animationsfilm
Robot Dreams – Regie: Pablo Berger
- nominiert:
  - Marys magische Reise (A Greyhound of a Girl) – Regie: Enzo D’Alò
  - Linda will Hühnchen! (Linda veut du poulet!) – Regie: Chiara Malta und Sébastien Laudenbach
  - Maurice der Kater (The Amazing Maurice) – Regie: Toby Genkel
  - Műanyag égbolt – Regie: Tibor Bánóczki und Sarolta Szabó

### Bester Kurzfilm
Hardly Working – Regie: Susanna Flock, Robin Klengel, Leonhard Müllner und Michael Stumpf (Gruppe „Total Refusal“)
- nominiert:
  - 27 – Regie: Flóra Anna Buda
  - Aqueronte – Regie: Manuel Muñoz Rivas
  - Flores del otro patio – Regie: Jorge Cadena
  - La herida luminosa (Daydreaming So Vividly About Our Spanish Holidays) – Regie: Christian Avilés

### Beste Regie
Justine Triet – Anatomie eines Falls (Anatomie d’une chute)
- nominiert:
  - Matteo Garrone – Ich Capitano (Io capitano)
  - Jonathan Glazer – The Zone of Interest
  - Agnieszka Holland – Green Border (Zielona granica)
  - Aki Kaurismäki – Fallende Blätter (Kuolleet lehdet)

### Beste Darstellerin
Sandra Hüller – Anatomie eines Falls (Anatomie d’une chute)
- nominiert:
  - Leonie Benesch – Das Lehrerzimmer
  - Eka Chavleishvili – Blackbird Blackbird Blackberry
  - Sandra Hüller – The Zone of Interest
  - Mia McKenna-Bruce – How to Have Sex
  - Alma Pöysti – Fallende Blätter (Kuolleet lehdet)

### Bester Darsteller
Mads Mikkelsen – Bastarden
- nominiert:
  - Christian Friedel – The Zone of Interest
  - Josh O’Connor – La chimera
  - Thomas Schubert – Roter Himmel
  - Jussi Vatanen – Fallende Blätter (Kuolleet lehdet)

### Bestes Drehbuch
Justine Triet und Arthur Harari – Anatomie eines Falls (Anatomie d’une chute)
- nominiert:
  - İlker Çatak und Johannes Duncker – Das Lehrerzimmer
  - Jonathan Glazer – The Zone of Interest
  - Aki Kaurismäki – Fallende Blätter (Kuolleet lehdet)
  - Maciej Pisuk, Gabriela Lazarkiewicz-Sieczko und Agnieszka Holland – Green Border (Zielona granica)

## Jurypreise („Excellence Awards“)
Die Gewinner der sogenannten „Excellence Awards“ wurden am 30. November 2023 bekanntgegeben. Eine achtköpfige Sonderjury entschied über die Auszeichnungen. Diese wurden im Rahmen der offiziellen Verleihung am 9. Dezember geehrt.
| Kategorie              | Preisträger |
| ---------------------- | --- |
| Beste Kamera           | Rasmus Videbæk – Bastarden                                                                                                   |
| Bester Schnitt         | Laurent Sénéchal – Anatomie eines Falls (Anatomie d’une chute)                                                               |
| Bestes Szenenbild      | Emita Frigato – La chimera                                                                                                   |
| Bestes Kostümbild      | Kicki Ilander – Bastarden |
| Bestes Maskenbild      | Ana López-Puigcerver, Belén López-Puigcerver, David Martí und Montse Ribé – Die Schneegesellschaft (La sociedad de la nieve) |
| Beste Filmmusik        | Markus Binder – Club Zero |
| Bester Ton             | Johnnie Burn und Tarn Willers – The Zone of Interest                                                                         |
| Beste visuelle Effekte | Félix Bergés und Laura Pedro – Die Schneegesellschaft (La sociedad de la nieve)                                              |

## Weitere Preiskategorien

### Ehren- und Sonderpreise
- Preis für ein Lebenswerk: Vanessa Redgrave, britische Schauspielerin[7]
- Ehrenpreis: Béla Tarr, ungarischer Filmregisseur[8]
- Beste europäische Leistung im Weltkino: Isabel Coixet, spanische Filmemacherin[9]
- Koproduzentenpreis – Prix Eurimages: Uljana Kim, Filmproduzentin aus Litauen[10]
- European Sustainability Award – Prix Film4Climate: Güler Sabancı, Vorsitzende der Sabancı Holding

### Publikumspreise

#### EFA Young Audience Award
Gewinner des EFA Young Audience Award:
Georgie – Regie: Charlotte Regan
- nominiert:
  - L’Amour du monde – Sehnsucht nach der Welt (L’Amour du monde) – Regie: Jenna Hasse
  - One in a Million – Regie: Joya Thome (Dokumentarfilm)

#### European University Film Award
Gewinner des European University Film Award:
Anatomie eines Falls (Anatomie d’une chute)
- nominiert:
  - Domaćinstvo za početnici
  - Green Border (Zielona granica)
  - How to Have Sex
  - Das Lehrerzimmer

Die für den European University Film Award (EUFA) nominierten Filme wurden an 25 Universitäten in 25 Ländern angesehen und diskutiert. Jede Hochschule wählte ihren favorisierten Film aus. Anfang Dezember nahm jeweils ein Student jeder Universität an einem dreitägigen Treffen in Hamburg teil, um über den Preisträger zu entscheiden. Die Bekanntgabe erfolgte am 7. Dezember, zwei Tage vor der Verleihung des Europäischen Filmpreises.

## Laudatoren
- Dokumentarfilm: Alexandra Borbély und Alina Șerban
- Koproduzentenpreis: Karim Aïnouz
- Erstlingsfilm: Mia McKenna-Bruce
- Exellence Awards, Sustainability Award: Britta Steffenhagen
- In Memoriam: Matthijs Wouter Knol
- Drehbuch: Leonard Grobien und Branka Katić
- Animationsfilm: Thea Ehre
- Leistung im Weltkino: Laia Costa
- Young Audience Award: drei jugendliche Mitglieder des European Film Clubs
- Kurzfilm: Guslagie Malanda
- Regie: Maria Schrader (Präsentation der Nominierten: Sandra Hüller, Seydou Sarr, Alma Pöysti, Jalal Altawil, Christian Friedel)
- Ehrenpreis: Mike Downey (EFA-Vorsitzender)
- Darsteller, Darstellerin: Lambert Wilson und Renée Soutendijk
- Preis für ein Lebenswerk: Agnieszka Holland
- Film: Stellan Skarsgård und Ariane Labed

## Offizielle Auswahllisten

### Spielfilme
Die Auswahlliste der Spielfilme wurde in zwei Teilen vorgestellt. Der erste Teil mit 19 Beiträgen wurde Mitte August 2023 veröffentlicht, der zweite Teil mit 21 Beiträgen Ende September. Insgesamt konnten sich Produktionen aus 31 europäischen Ländern qualifizieren, darunter auch ein erhöhter Anteil von Werken, bei denen Frauen als Regisseure agierten (18 von 43 Regisseuren waren Frauen). Qualifizieren konnten sich europäische Spielfilme von europäischen Regisseuren, die zwischen dem 1. Juni 2022 und 31. Mai 2023 offiziell aufgeführt wurden. Auf der ersten Liste wurden unter anderem die offiziellen Oscar-Beiträge aus Bosnien und Herzegowina, Bulgarien, Dänemark, Deutschland, Finnland, Frankreich, Griechenland, Italien, Litauen, Nordmazedonien, den Niederlanden, Rumänien, Spanien und dem Vereinigten Königreich berücksichtigt.
| Film                                                                                       | Regie                                | Land                                                                         | Darsteller (Auswahl)                                                                                                  |
| ------------------------------------------------------------------------------------------ | ------------------------------------ | ---------------------------------------------------------------------------- | --- |
| 20.000 Arten von Bienen * (20.000 especies de abejas)                                      | Estibaliz Urresola Solaguren         | Spanien                                                                      | Sofía Otero, Patricia López Arnaiz                                                                                    |
| Anatomie eines Falls * (Anatomie d’une chute)                                              | Justine Triet                        | Frankreich                                                                   | Sandra Hüller, Swann Arlaud, Milo Machado Graner, Antoine Reinartz                                                    |
| Animal                                                                                     | Sofia Exarchou                       | Griechenland, Österreich, Bulgarien, Rumänien, Zypern                        | Dimitra Vlagkopoulou, Flomaria Papadaki                                                                               |
| Animalia (The Animal Kingdom)                                                              | Thomas Cailley                       | Frankreich                                                                   | Romain Duris, Paul Kircher, Adèle Exarchopoulos, Tom Mercier                                                          |
| Bastarden * (The Promised Land)                                                            | Nikolaj Arcel                        | Dänemark, Deutschland, Schweden                                              | Mads Mikkelsen, Amanda Collin                                                                                         |
| Blackbird Blackbird Blackberry *                                                           | Elene Naveriani                      | Schweiz, Georgien                                                            | Eka Chavleishvili, Temiko Chichinadze                                                                                 |
| Eine Frage der Würde (Blaga’s Lessons)                                                     | Stefan Komandarew                    | Bulgarien, Deutschland                                                       | Eli Skortschewa, Gerassim Georgiew                                                                                    |
| Die Bologna-Entführung – Geraubt im Namen des Papstes                                      | Marco Bellocchio                     | Italien, Frankreich, Deutschland                                             | Fausto Russo Alesi, Barbara Ronchi                                                                                    |
| Cerrar los ojos (Close Your Eyes)                                                          | Víctor Erice                         | Spanien, Argentinien                                                         | Manolo Solo, José Coronado, Ana Torrent                                                                               |
| La chimera *                                                                               | Alice Rohrwacher                     | Italien, Frankreich, Schweiz                                                 | Josh O’Connor, Isabella Rossellini, Alba Rohrwacher, Vincenzo Nemolato                                                |
| Club Zero                                                                                  | Jessica Hausner                      | Österreich, Vereinigtes Königreich, Deutschland, Frankreich, Dänemark, Katar | Mia Wasikowska, Sidse Babett Knudsen, Ksenia Devriendt, Luke Barker, Florence Baker, Samuel D. Anderson, Gwen Currant |
| Erwarte nicht zu viel vom Ende der Welt (Do Not Expect Too Much from the End of the World) | Radu Jude                            | Rumänien, Frankreich, Luxemburg, Kroatien                                    | László Miske, Ilinca Manolache, Nina Hoss, Ovidiu Pirsan, Dorina Lazar                                                |
| Domaćinstvo za početnici (Housekeeping for Beginners)                                      | Goran Stolevski                      | Nordmazedonien, Kroatien, Serbien, Polen, Kosovo                             | Anamaria Marinca, Alina Șerban, Samson Selim, Mia Mustafi, Vladimir Tintor                                            |
| Ekskurzija (Excursion)                                                                     | Una Gunjak                           | Bosnien-Herzegowina, Kroatien, Serbien, Norwegen, Katar                      | Asja Zara Lagumdzija                                                                                                  |
| Der Fall Goldman (Le procès Goldman)                                                       | Cédric Kahn                          | Frankreich                                                                   | Arieh Worthalter, Arthur Harari                                                                                       |
| Fallende Blätter * (Kuolleet lehdet)                                                       | Aki Kaurismäki                       | Finnland, Deutschland                                                        | Alma Pöysti, Jussi Vatanen                                                                                            |
| Femme                                                                                      | Sam H. Freeman, Ng Choon Ping        | Vereinigtes Königreich                                                       | George MacKay, Nathan Stewart-Jarrett                                                                                 |
| Firebrand                                                                                  | Karim Aïnouz                         | Vereinigtes Königreich                                                       | Alicia Vikander, Jude Law                                                                                             |
| Geliebte Köchin (La passion de Dodin Bouffant)                                             | Trần Anh Hùng                        | Frankreich                                                                   | Benoît Magimel, Juliette Binoche                                                                                      |
| Green Border * (Zielona granica)                                                           | Agnieszka Holland                    | Polen, Frankreich, Tschechien, Belgien                                       | Jalal Altawil, Maja Ostaszewska, Behi Djanati Atai, Mohamad Al Rashi, Dalia Naous                                     |
| Holly                                                                                      | Fien Troch                           | Belgien, Luxemburg, Niederlande, Frankreich                                  | Cathalina Geeraert |
| How to Have Sex *                                                                          | Molly Manning Walker                 | Vereinigtes Königreich, Griechenland                                         | Mia McKenna-Bruce |
| Ich Capitano * (Me, Captain)                                                               | Matteo Garrone                       | Italien, Belgien                                                             | Seydou Sarr, Moustapha Fall                                                                                           |
| Frau aus Freiheit (Woman Of)                                                               | Małgorzata Szumowska, Michał Englert | Polen, Schweden                                                              | Małgorzata Hajewska-Krzysztofik                                                                                       |
| Das Lehrerzimmer *                                                                         | İlker Çatak                          | Deutschland                                                                  | Leonie Benesch, Leonard Stettnisch, Eva Löbau, Michael Klammer                                                        |
| Eine Erklärung für Alles (Explanation for Everything)                                      | Gábor Reisz                          | Ungarn, Slowakei                                                             | Gáspár Adonyi-Walsh, István Znamenák, András Rusznák, Rebeka Hatházi, Eliza Sodró                                     |
| NajsreЌniot čovek na svetot (The Happiest Man in the World)                                | Teona Strugar Mitevska               | Nordmazedonien, Bosnien-Herzegowina, Belgien, Slowenien, Kroatien, Dänemark  | Jelena Kordić Kuret, Adnan Omerovic                                                                                   |
| The Old Oak                                                                                | Ken Loach                            | Vereinigtes Königreich, Frankreich, Belgien                                  | Dave Turner, Ebla Mari                                                                                                |
| Paradiset brinner (Paradise is Burning)                                                    | Mika Gustafson                       | Schweden, Italien, Finnland, Dänemark                                        | Bianca Delbravo, Dilvin Asaad, Safira Mossberg, Ida Engvoll                                                           |
| Hinter den Fassaden (Piso apo tis thimonies)                                               | Asimina Proedrou                     | Griechenland, Deutschland, Nordmazedonien                                    | Stathis Stamoulakatos, Lena Ouzounidou, Eugenia Lavda                                                                 |
| Roter Himmel *                                                                             | Christian Petzold                    | Deutschland                                                                  | Thomas Schubert, Paula Beer                                                                                           |
| Die Schneegesellschaft (La sociedad de la nieve)                                           | Juan Antonio Bayona                  | Spanien                                                                      | Enzo Vogrincic |
| Sigurno mjesto * (Safe Place)                                                              | Juraj Lerotić                        | Deutschland                                                                  | Juraj Lerotić, Goran Marković, Snjezana Sinovcic Siskov                                                               |
| Stepne (СТЕПНЕ)                                                                            | Maryna Wroda                         | Ukraine, Deutschland, Polen, Slowakei                                        | Oleksandr Maksiakov, Nina Bukovska, Oleg Primogenov, Radmila Schegoleva                                               |
| Sweet Dreams                                                                               | Ena Sendijarević                     | Niederlande, Schweden, Indonesien                                            | Renée Soutendijk, Hayati Azis                                                                                         |
| Tatami                                                                                     | Guy Nattiv, Zar Amir Ebrahimi        | Georgien, USA                                                                | Arienne Mandi, Zar Amir Ebrahimi, Jaime Ray Newman, Ash Goldeh                                                        |
| Die Theorie von Allem                                                                      | Timm Kröger                          | Deutschland, Österreich, Schweiz                                             | Jan Bülow, Olivia Ross, Hanns Zischler, Gottfried Breitfuß, David Bennent                                             |
| Tu man nieko neprimeni * (Slow)                                                            | Marija Kavtaradze                    | Litauen, Spanien, Schweden                                                   | Greta Grinevičiūtė, Kęstutis Cicėnas                                                                                  |
| Der verschwundene Soldat (החייל הנעלם)                                                     | Dani Rosenberg                       | Israel                                                                       | Ido Tako, Mika Reiss, Efrat Ben Zur, Tiki Dayan, Shmulik Cohen                                                        |
| The Zone of Interest *                                                                     | Jonathan Glazer                      | Vereinigtes Königreich, Polen, USA                                           | Christian Friedel, Sandra Hüller                                                                                      |

* = Die Produktion wurde für den Europäischen Filmpreis nominiert (exkl. Jury- oder Publikumspreis)

### Dokumentarfilme
In der Kategorie Bester Dokumentarfilm gelangten 14 Produktionen in die Vorauswahl. Auf der Liste fanden unter anderem die offiziellen Oscar-Beiträge aus Estland und Tunesien Berücksichtigung.
| Film                                                                    | Regie                                 | Land                                             |
| ----------------------------------------------------------------------- | ------------------------------------- | ------------------------------------------------ |
| Die Anhörung                                                            | Lisa Gerig                            | Schweiz                                          |
| Apolonia, Apolonia *                                                    | Lea Glob                              | Polen                                            |
| Ara la llum cau vertical (Light Falls Vertical)                         | Efthymia Zymvragaki                   | Spanien, Deutschland, Italien, Niederlande       |
| Auf der Adamant * (Sur l’Adamant)                                       | Nicolas Philibert                     | Frankreich, Japan                                |
| Olfas Töchter * (Les filles d’Olfa)                                     | Kaouther Ben Hania                    | Frankreich, Tunesien, Deutschland, Saudi-Arabien |
| Între revoluții (Between Revolutions)                                   | Vlad Petri                            | Rumänien, Kroatien                               |
| Motherland *                                                            | Hanna Badziaka, Alexander Mihalkovich | Schweden, Ukraine, Norwegen                      |
| My ne zgasnemo (We Will Not Fade Away)                                  | Alissa Kowalenko                      | Ukraine, Frankreich, Polen                       |
| Notre corps (Our Body)                                                  | Claire Simon                          | Frankreich                                       |
| Orlando, meine politische Biographie (Orlando, ma biographie politique) | Paul B. Preciado                      | Frankreich                                       |
| Paradis (Paradise)                                                      | Alexander Abaturow                    | Frankreich                                       |
| Skąd dokąd (In the Rearview)                                            | Maciek Hamela                         | Polen, Frankreich, Ukraine                       |
| Savvusanna sõsarad * (Smoke Sauna Sisterhood)                           | Anna Hints                            | Estland, Frankreich, Finnland                    |
| Who I Am Not                                                            | Tünde Skovrán                         | Rumänien, Kanada, Deutschland                    |

* = Die Produktion wurde für den Europäischen Filmpreis nominiert (exkl. Jury- oder Publikumspreis)

### Kurzfilme
In der Kategorie Bester Kurzfilm gelangten 26 auf europäischen Filmfestivals ausgewählte Produktionen in die Vorauswahl, darunter Spiel-, Dokumentar-, Animations- und Experimentalfilme.
| Film                                                                               | Regie                                                          | Land                             | Länge (in min.) | Nominierung (Festival) |
| ---------------------------------------------------------------------------------- | -------------------------------------------------------------- | -------------------------------- | --------------- | ---------------------- |
| 27                                                                                 | Flóra Anna Buda                                                | Frankreich, Ungarn               | 11’             | Cannes                 |
| Airhostess-737                                                                     | Thanasis Neofotistou                                           | Griechenland                     | 16’             | Zypern                 |
| Aqueronte                                                                          | Manuel Muñoz Rivas                                             | Spanien                          | 26’             | Drama                  |
| Arquitectura emocional 1959 (Emotional Architecture 1959)                          | León Siminiani                                                 | Spanien                          | 30’             | Valladolid             |
| Asterión                                                                           | Francesco Montagner                                            | Tschechische Republik, Slowakei  | 15’             | Riga                   |
| Been There                                                                         | Corina Schwingruber Ilić                                       | Schweiz                          | 10’             | Locarno                |
| Les chenilles                                                                      | Michelle Keserwany, Noel Keserwany                             | Frankreich                       | 30’             | Berlin                 |
| Il compleanno di Enrico (The Birthday Party)                                       | Francesco Sossai                                               | Deutschland, Frankreich, Italien | 17’             | Vila do Conde          |
| Cuerdas (Chords)                                                                   | Estibaliz Urresola Solaguren                                   | Spanien                          | 30’             | Nijmegen               |
| Un corps brûlant (A Free Run)                                                      | Lauriane Lagarde                                               | Frankreich                       | 15’             | Oberhausen             |
| The Debutante                                                                      | Elizabeth Hobbs                                                | Vereinigtes Königreich           | 8’              | Tallinn                |
| Hardly Working                                                                     | Susanna Flock, Leonhard Müllner, Robin Klengel, Michael Stumpf | Österreich                       | 21’             | Winterthur             |
| Headspace                                                                          | Aisling Byrne                                                  | Irland                           | 16’             | Cork                   |
| La herida luminosa (Daydreaming So Vividly About Our Spanish Holidays)             | Christian Avilés                                               | Spanien                          | 24’             | Berlin                 |
| I Can See the Sun but I Can’t Feel It Yet                                          | Joseph Wilson                                                  | Vereinigtes Königreich           | 19’             | Hamburg                |
| I Think Of Silences When I Think Of You                                            | Jonelle Twum                                                   | Schweden                         | 9’              | Oberhausen             |
| Kako sem se naučila obešati perilo (How I Learned to Hang Laundry)                 | Barbara Zemljič                                                | Slowenien                        | 23’             | Sarajevo               |
| Papa – Notes on Life and Death                                                     | Andreas Bøggild Monies                                         | Dänemark                         | 19’             | Odense                 |
| Das Rotohr (Red Ears)                                                              | Paul Drey                                                      | Deutschland                      | 30’             | Tampere                |
| Repetitions                                                                        | Morgan Quaintance                                              | Vereinigtes Königreich           | 24’             | Clermont-Ferrand       |
| Serpêhatiyên Neqewimî (Things Unheard of)                                          | Ramazan Kılıç                                                  | Türkei                           | 16’             | Motovun                |
| A Short Trip                                                                       | Erenik Beqiri                                                  | Frankreich                       | 17’             | Venedig                |
| Sjeti se kako sam jahala bijelog konja (Remember How I Used to Ride a White Horse) | Ivana Bošnjak Volda, Thomas Johnson Volda                      | Kroatien                         | 10’             | Wien                   |
| W lesie są ludzie (There are People in the Forest)                                 | Szymon Ruczyński                                               | Polen                            | 10’             | Krakau                 |
| Las visitantes (Women Visiting a City)                                             | Enrique Buleo                                                  | Spanien, Frankreich              | 15’             | Clermont-Ferrand       |
| Zoon                                                                               | Jonatan Schwenk                                                | Deutschland                      | 4’              | Bilbao und Löwen       |

* = Die Produktion wurde für den Europäischen Filmpreis nominiert (exkl. Jury- oder Publikumspreis)